# Peyton List (Schauspielerin, 1998)

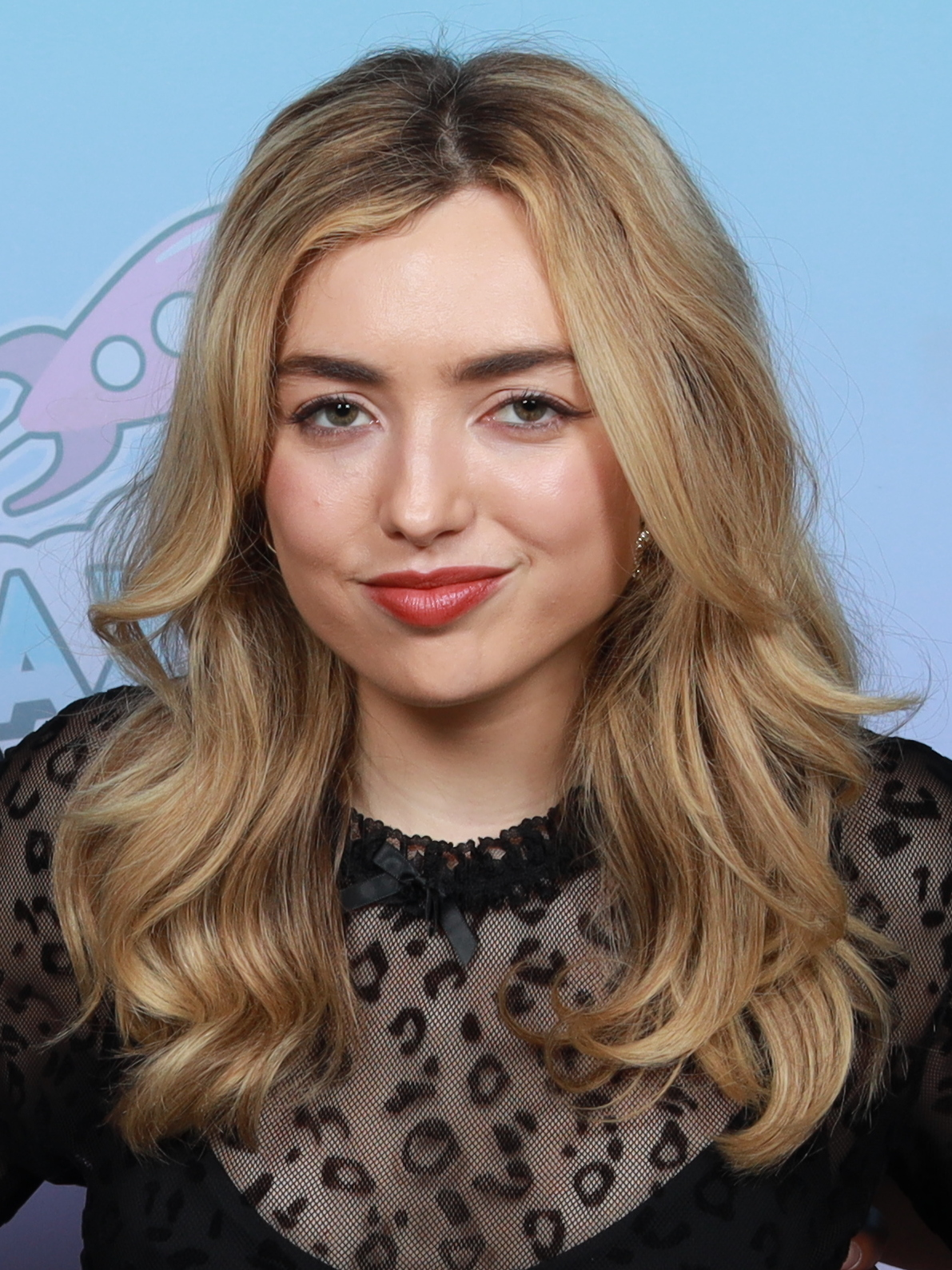
Peyton List (2024)

Peyton Roi List (* 6. April 1998 in Florida) ist eine US-amerikanische Schauspielerin. Bekanntheit erlangte sie durch die Rolle der Holly Hills in der zweiten und dritten Verfilmung der Buchreihe Gregs Tagebuch und durch den Film 27 Dresses, in dem sie die jüngere Version von Katherine Heigls Rolle spielte. Zudem hatte sie als Emma Ross in den Fernsehserien Jessie (2011–2015) und Camp Kikiwaka (2015–2018) eine der Hauptrollen inne. Seit 2019 ist sie in der Netflix-Serie Cobra Kai in der Rolle der Tory Nichols zu sehen.

## Leben und Karriere
Peyton List wurde in Florida geboren und zog im Alter von vier Jahren mit ihrer Familie nach New York. In den Stadtvierteln Carroll Gardens und Red Hook in Brooklyn wuchs sie auf. Sie hat zwei Brüder: die Zwillingsbrüder Spencer und Phoenix. Sie lebt momentan in Los Angeles in Kalifornien.

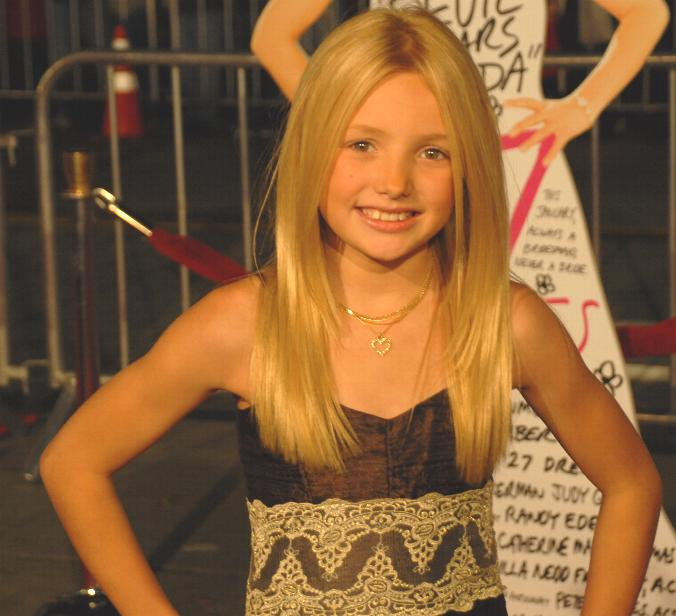
Peyton List bei der Premiere des Films 27 Dresses (2008)

Sie begann ihre Karriere mit Gastauftritten in den Fernsehserien Jung und Leidenschaftlich – Wie das Leben so spielt und All My Children. Im Jahr 2008 spielte sie im Film 27 Dresses die jüngere Version von Katherine Heigls Figur Jane Nichols. Im selben Jahr war sie als Tochter von Frances O’Connor in vier Episoden der von ABC produzierten Fernsehserie Cashmere Mafia zu sehen. 2010 hatte sie einen Auftritt an der Seite von Robert Pattinson im Film Remember Me – Lebe den Augenblick. Zudem war List in dem Fantasy-Abenteuerfilm Duell der Magier und dem Fernseh-Horrorfilm Secrets in the Walls zu sehen. Sie hatte außerdem Auftritte in mehreren Werbespots.
List spielte in Gregs Tagebuch 2 – Gibt’s Probleme?, der zweiten Verfilmung der Buchreihe Gregs Tagebuch, die Rolle der Holly Hills, den Schwarm von Greg Heffley (Zachary Gordon). Im dritten Teil Gregs Tagebuch 3 – Ich war’s nicht!, der 2012 veröffentlicht wurde, trat List erneut in ihrer Rolle auf. Von 2011 bis 2015 war sie an der Seite von Debby Ryan in der Disney-Channel-Serie Jessie zu sehen, in der sie ein 13-jähriges Mädchen namens Emma Ross verkörperte. Die gleiche Rolle übernahm sie von 2015 bis 2018 auch in dem Jessie-Spin-off Camp Kikiwaka.
Im Musikvideo zu Only You von Cheat Code und Little Mix spielte List eine Hauptrolle.

## Filmografie (Auswahl)
- 2002: Jung und Leidenschaftlich – Wie das Leben so spielt (As the World Turns, Fernsehserie, eine Folge)
- 2004: All My Children (Fernsehserie, eine Folge)
- 2007: The Product of 3c
- 2007: Saturday Night Live (Fernsehserie, Folge 33x01)
- 2008: 27 Dresses
- 2008: Wonder Pets (The Wonder Pets, Fernsehserie, Folge 1x33, Stimme)
- 2008: Remember Back, Remember When (Kurzfilm)
- 2008: Cashmere Mafia (Fernsehserie, vier Folgen)
- 2009: Shopaholic – Die Schnäppchenjägerin (Confessions of a Shopaholic)
- 2009: Gossip Girl (Fernsehserie, Folge 3x06)
- 2010: 3 Backyards
- 2010: Remember Me – Lebe den Augenblick (Remember Me)
- 2010: The Trouble with Cali
- 2010: Bereavement
- 2010: Duell der Magier (The Sorcerer’s Apprentice)
- 2010: Miriam’s Song
- 2010: Secrets in the Walls (Fernsehfilm)
- 2011: Law & Order: Special Victims Unit (Fernsehserie, Folge 12x12)
- 2011: Gregs Tagebuch 2 – Gibt’s Probleme? (Diary of a Wimpy Kid: Rodrick Rules)
- 2011: Fremd Fischen (Something Borrowed)
- 2011–2015: Jessie (Fernsehserie, 96 Folgen)
- 2012: Gregs Tagebuch 3 – Ich war’s nicht! (Diary of a Wimpy Kid: Dog Days)
- 2013: A Sister’s Nightmare
- 2014: Ich war’s nicht (I Didn’t Do It, Fernsehserie, Folge 1x08)
- 2015: K.C. Undercover (Fernsehserie, Folge 1x24)
- 2015–2018, 2021: Camp Kikiwaka (Bunk’d, Fernsehserie, 59 Folgen)
- 2016: Der Tausch (The Swap, Fernsehfilm)
- 2016: The Thinning
- 2017: Cool Girls (The Outcasts)
- 2018: Only You (Musikvideo, Cheat Codes, Little Mix)
- 2018: Anthem of a Teenage Prophet
- 2018: The Thinning: New World Order
- 2018: Then Came You
- 2018–2019: Leicht wie eine Feder (Light as a Feather, Fernsehserie, elf Folgen)
- 2019: Gothic Springs (Kurzfilm)
- 2019–2025: Cobra Kai (Fernsehserie, 49 Folgen)
- 2020: Valley Girl
- 2020: Paper Spiders
- 2020: Die Goldschwimmer (Swimming for Gold)
- 2020: Robot Chicken (Fernsehserie, Folge 20x20, Stimme)
- 2020: Hubie Halloween
- 2021: Aileen Wuornos – American Boogeywoman
- 2022: The Friendship Game
- 2022: A Little White Lie
- 2023: Agonist (Kurzfilm)
- 2023–2025: School Spirits (Fernsehserie, 16 Folgen)
- 2024: The Inheritance
- 2024: Girl Haunts Boy

## Auszeichnungen
- 2013: Young Artist Award in der Kategorie Best Performance in a Feature Film – Young Ensemble Cast (zusammen mit Zachary Gordon, Robert Capron, Karan Brar, Laine MacNeil, Connor und Owen Fielding, Devon Bostick und Grayson Russell) für Gregs Tagebuch 3 – Ich war’s nicht![3]